# 菩提流志
菩提流志（Bodhiruci），意譯為覺愛。南天竺人，唐朝武后時來，翻譯三藏經典。開元釋教錄卷九記載：「沙門菩提流志，本名達磨流支，唐言法希，天后改為菩提流志，唐言覺愛。南印度人。」宋高僧傳卷三記載：「釋菩提流志，南天竺國人也。淨行婆羅門種，姓迦葉氏。」

## 翻譯經典
共譯經五十三部(寶積二十六會即為二十六部)。111卷。
- 大寶積經
- 實相般若經